# Automuseum Dr. Carl Benz
Il Automuseum Dr. Carl Benz è un museo automobilistico situato a Ladenburg nel Baden-Württemberg, in Germania. 

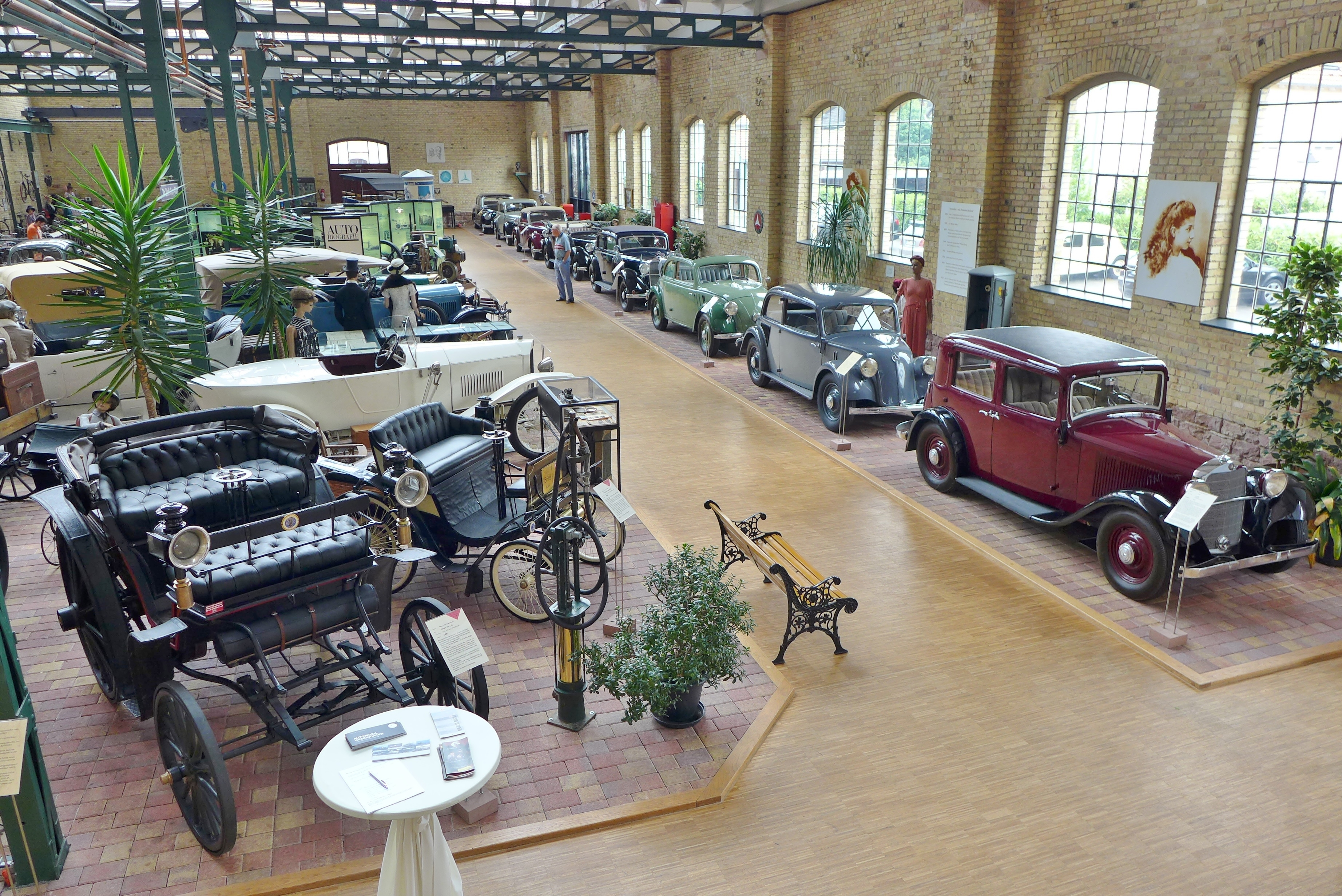
interno

Fondato nel 1984, il museo espone una collezione di manufatti dedicati o appartenuti a Carl Benz e sulla storia delle case automobilistiche a lui legate, quali la Daimler e la Mercedes-Benz. Dal 2005 il museo è ospitato in un'ex fabbrica che era stata utilizzata nel 1908 per la produzione di automobili con il marchio "C. Benz Söhne".